# استعاره
اِستِعاره یا مانندگویی (در تمام زبان‌های اروپایی: مِتافُر) یک روش در فن بیان است. واژه استعاره یعنی به عاریت گرفتن و وام‌ستانی (از معنی واژه‌ای برای اشاره به واژه‌ای دیگر).
در زبان فارسی، استعاره یکی از مهم‌ترین آرایه‌های ادبی است که در آن، یک چیز به‌جای چیز دیگری به‌کار می‌رود، بدون آن‌که ابزار تشبیه (مانند «مثل» یا «مانند») آورده شود. در ادامه چند نمونهٔ مشهور از استعاره در ادب فارسی:
۱. «ماه مجلس تویی، شمع روان ما تویی»
استعاره: ماه مجلس برای کسی که مجلس را روشن کرده و مرکز توجه است.
۲. «ابر آمد و باز بر سر سبزه گریست» (سعدی)
استعاره: گریستن ابر به‌جای باریدن باران.
۳. «روزگار دندان بر دل من می‌فشرد»
استعاره: دندان روزگار کنایه از سختی‌ها و فشار زمانه.
استعاره اهمیت بسیاری در شعر و ادب جهان دارد به‌طوری که شعر را کلامی مبتنی بر استعاره و اوصاف آن دانسته‌اند. اولین بار توسط ارسطو به‌عنوان گونه‌ای از تشبیه تشریح شد، می‌توان گفت استعاره همان تشبیه است که مشبه یا مشبهٌ‌به آن حذف شده باشد و گاهی وقت‌ها وجه شبه هم حذف شده است برای مثال، «گریهٔ ابر بهاری» استعاره است که زیرساخت آن این جمله است: «ابر بهار مانند انسان می‌گرید»؛ از این زیرساخت مشبهٌ‌به حذف شده و تنها مشبه و ویژگی پایهٔ محذوف باقی مانده است.

## تاریخ استعاره
از مهم‌ترین موضوعاتی که برای اولین بار مورد توجه علم بیان و عالمان آن قرار گرفت بحث از مجاز بود. از کهن‌ترین کتاب‌ها در این زمینه کتاب مجاز القرآن ابوعبیده معمر ابن مثنی واضع علم بیان است. پس از وی جاحظ در کتاب البیان و التبیین به مسئلهٔ استعاره اشاره کرده است. پس از جاحظ، ابن وهب در کتاب البرهان به بررسی کتاب وی پرداخت و برخی ویژگی‌های عبارت همچون استعاره را مورد نقادی و تشریح قرار داد. در قرن دهم میلادی، مصادف با قرن چهارم هـ. ق، با تکامل علم بیان و ظاهرشدن آثار ارزشمندی در این زمینه، استعاره به‌عنوان یکی از مهم‌ترین مسائل علم بیان مورد توجه بیشتر واقع شد. سکاکی در قرن هفتم هجری و با تأثر از فخرالدین رازی، علم بیان را نه از جهت زیبایی‌شناختی، بلکه از جهت منطق، مورد بررسی قرار داد. اثر سکاکی در علم بیان و استعاره را می‌توان صورت نهایی علم بلاغت دانست.
بسیاری براساس گفتهٔ ارسطو، استعاره را همان تشبیه می‌دانستند که ادات آن حذف شده است، و این تعریف را ادیبان غربی هم مورد استفاده قرار داده‌اند، و نویسندگان دورهٔ اسلامی، با تقسیم تشبیه به تشبیه تام و محذوف، استعاره را همان تشبیه محذوف دانسته‌اند که فقط مشبهٌ‌به در آن ذکر می‌شود. بعضی دیگر از عالمانِ علوم بلاغت، بر این اساس که دلالت استعارهٔ عقلی است، آن را از انواع مجاز به‌حساب آورده‌اند.
قدیمی‌ترین تعریف استعاره به مفهوم رایج را جاحظ بیان کرده است، که در کتاب البیان و التبیین آورده است که:

استعاره نامیدن چیزی است به نامی جز نام اصلی‌اش، هنگامی که جای آن چیز را گرفته باشد.

سکاکی استعاره را مجازی می‌داند که مناسبت و پیوستگی میان معنای اصلی و غیراصلی در آن از جهت مشابهت است؛ لذا استعاره نوعی مجاز لغوی بر مبنای تشبیه است که در آن یکی از دو طرف تشبیه (مشبه با مشبهٌ‌به)، ادات تشبیه و وجه شبه حذف شده است. برای مثال، وقتی می‌گوییم «دریایی را دیدم که سخنرانی می‌کرد»، در اینجا واژهٔ دریا در معنای اصلی خود به‌کار نرفته است. در اینجا علاقهٔ مشابهت، گستردگی دانش سخنران و پهناوری دریاست و قرینه نیز واژهٔ «سخنرانی‌کردن» است.

## تقسیم‌بندی‌های استعاره در علم بیان
- تقسیم‌بندی از لحاظ وجود لفظ مستعار:

درصورتی‌که لفظ مستعار در کلام موجود باشد، استعاره را مصرَّحه می‌گویند، و در صورت عدم وجود آن به آن استعاره بالکنایه (مَکنیّه) می‌گویند.
- تقسیم‌بندی از لحاظ کیفیت معنی مستعار:

درصورتی‌که لفظ مستعار اسم باشد به آن استعارهٔ اصلیّه و اگر فعل یا مشتقات آن باشد به آن تَبَعیّه می‌گویند.
- تقسیم‌بندی استعاره از لحاظ واحد کلمه:

درصورتی‌که مستعار کلمه باشد به آن استعارهٔ مفرده و درصورتی‌که جمله باشد به آن استعارهٔ مرکبه یا تمثیلیّه می‌گویند. اکثر ضرب‌المثل‌ها استعارهٔ مرکبه هستند.
- تقسیم‌بندی از لحاظ دو سوی استعاره:

این تقسیم‌بندی بر این اساس است که دو سوی استعاره هر کدام حسی یا عقلی باشند و بر چهار گونه است: محسوس به محسوس، معقول به معقول، معقول به محسوس و محسوس به معقول.

## بررسی زیبایی‌شناختی استعاره
اهمیت استعاره در شعر به گونه‌ای بوده است که ابن خلدون شعر را کلامی مبتنی بر استعاره و اوصاف می‌داند، و در دورانی، اندیشمندان اروپایی زبان را تنها خیال و استعاره می‌دانستند و سخنوران اروپایی استعاره را «ملکهٔ تشبیهات مجازی» خوانده‌اند.
قدیمی‌ترین بررسی در رابطه با رمز زیبایی استعاره را ارسطو انجام داده است که دلیل این زیبایی را ابهام و پیچیدگی حاصل از آن دانسته است، و بر اساس همین سخن، اندیشمندان اسلامی به تشریح دلایل زیبایی استعاره در دوران خود پرداخته‌اند.

## انواع استعاره از لحاظ علم بیان

### استعارهٔ مصرّحه
هرگاه در بیت، مشبهٌ‌به را بیابیم که در معنای حقیقی خود به‌کار نرفته و با معنای مفهومیِ خود در بیت رابطهٔ تشبیهی داشته باشد، آن لغت دارای استعارهٔ مصرَّحه است. برای نمونه:
| بتی دارم که گِرد گل ز سنبل سایه‌بان دارد |  | بهار عارضش خطّی به خونِ ارغوان دارد |

حافظ معشوق خود را از این جهت که در پرستیدن و ستایش‌کردن بسیار مشابهِ بت یافته است، بدون آوردن سایر ارکان تشبیه، بت را به‌جای معشوق به‌کار برده است. به همین شکل واژه‌های «گل» و «سنبل» هم چنین حالتی دارند و حافظ گل را به‌جای چهره معشوق و سنبل را به‌جای موهای معشوق که روی صورتش افتاده به‌کار برده است و تکرار و اشاره به مشبهٌ‌به یا حتی یکی از ویژگی‌های آن را ضروری و واجب نمی‌شمرَد.
به زبان ساده می‌توان گفت تشبیهی که تنها مشبهٌ‌به آن ذکر شود استعارهٔ مصرحه است. بتی دارم: معشوق مانند بت؛ که گِرد گل: چهره مانند گل؛ ز سنبل سایبان دارد: گیسوی مانند سنبل.

### استعاره مکنیه
هرگاه شاعر مشبهی را در کنار یکی از ارکان و ویژگی‌های مشبه‌به بیاورد، از استعارهٔ مکنیه یا استعارهٔ کنایه‌ای استفاده کرده است.
برای نمونه:
| هر کو نکاشت مهر و ز خوبی گلی نچید |  | در رهگذار باد نگهبان لاله بود |

حافظ در این بیت مهر را به مانند بذر دانسته که قابلیت کاشتن دارد. در واقع ویژگی بارز بذر و دانه که کاشته می‌شوند و بعد نتیجه می‌دهند را بدون ذکر مشبه‌به آورده و استعاره مکنیه را پدیدآورده است.
در تعریفی دیگر استعاره مکنیه آن است که تشبیه در دل گوینده مستتر و مضمر باشد و مشبه را ذکر کرده، مشبه به را در لفظ نیاورند.
| هزار نقش برآرد زمانه و نبود |  | یکی چنان‌که در آیینه تصور ماست |

#### اضافهٔ استعاری (نوعی خاص از استعارهٔ مَکنیه)
هرگاه شاعر در استعاره مکنیه، مشبه و ویژگی مشبه‌به را به صورت ترکیب اضافی به‌کار بَرَد، اضافهٔ استعاری را هویدا ساخته است:
| تو را ز کُنگُرهٔ عرش می‌زنند صفیر |  | ندانمت که در این دامگه چه افتاده‌ست |

حافظ ترکیب «مضاف + مضافٌ‌الیه» را در عبارت «کُنگُرهٔ عرش» به‌کار برده است؛ یعنی عرش (طبقات بالای آسمان) را مانند کاخ و قصری پنداشته که دارای کُنگُره است و بدین شکل، بدون آوردن مشبه‌به، آرایهٔ استعارهٔ مکنیه را به شیوهٔ اضافی شکل داده است. در ادبیات و اشعار فارسی باید در تعیین و تمییزدادن نوع ترکیبات اضافی دقت خاصی داشت؛ چراکه نوعی از تشبیه به نام «تشبیه بلیغ» یا «اضافهٔ تشبیهی» نیز در این هیئت به‌کار گرفته می‌شود، ولی در آنجا مضافٌ‌الیه دقیقاً به خودِ مضاف تشبیه می‌شود و رابطه‌ای بی‌واسطه میان آن دو برقرار می‌گردد.
فرمول استعارهٔ مَکنیّه: ویژگی مشبه‌به محذوف + مشبه.
مثال: کُنگُرهٔ عرش = کُنگُره (دندانهٔ دیوار قلعه) + عرش؛ یعنی عرش مانند قلعه‌ای‌ست که دیوارِ کُنگُره‌دار دارد.

#### تشخیص (شخصیت بخشی یا جان بخشی به اشیا)
هرگاه در استعاره مکنیه‌ای مشبه غیرانسان باشد و شاعر ویژگی و صفتی انسانی را به آن نسبت دهد، این آرایه پدید آمده است. پس هر آرایه تشخیصی در بطن خود استعاره را داراست:
| دیده عقل مست تو، چرخه چرخ پست تو |  | گوش طرب به دست تو، بی‌تو به سر نمی‌شود |

مولوی در این بیت عقل را به‌سان انسانی تصور کرده که دارای دیده و چشم است. به همین ترتیب طرب را.

## استعاره در دوربین سینما
همان‌طور که در ادبیات از کنایه و استعاره برای انتقال مفاهیم پیچیده و ایجاد عمق در معنا استفاده می‌شود، در سینما نیز دوربین می‌تواند با استفاده از تکنیک‌های مختلف، مفاهیم انتزاعی و احساسات را به تصویر بکشد.
به عنوان مثال؛ استفاده از لانگ‌شات برای نشان دادن احساس آزادی یک پسر، یک استعاره بصری قوی است. لانگ‌شات با ایجاد حس باز بودن و گستردگی فضا، به‌طور غیرمستقیم احساس آزادی و رهایی شخصیت را به مخاطب منتقل می‌کند.

## برای مطالعهٔ بیشتر
- آرایه‌های ادبی (قالب‌های شعر، بیان و بدیع)، کتاب سال سوم آموزش متوسطه، شاخه نظری (رشته ادبیات و علوم انسانی)، مؤلف: دکتر روح‌الله هادی - لینک کتاب